# 罗兹·墨菲
W. 罗兹·墨菲（英語：W. Rhoads Murphey，1919年8月13日—2012年12月20日），美国研究亚洲的地理学家和历史学家，生于宾夕法尼亚州费城，逝于密歇根州安娜堡，曾在西雅图华盛顿大学和安娜堡密西根大学任教。他多年担任亚洲研究协会执行主任，并于1987-1988年担任该协会主席，还曾担任《亞洲研究期刊》编辑。
1974年，密西根大学授予他最高荣誉“杰出服务奖”。1980年，他获得美国地理学家协会荣誉奖，1966年获得古根海姆獎。

## 教育与职业生涯
1941年他以优异成绩从哈佛大学获历史学学士学位，1942年获历史学硕士学位。尽管并非贵格会信徒，他在费城家乡就读于贵格会学校，这一环境塑造了他“杀戮无法解决任何问题”的信念。但为抵抗轴心国威胁，他以拒服兵役者身份入伍，1942年至1946年期间在英国公谊会救护队（Friends Ambulance Unit）中国分队服役，驾驶以木炭为燃料的旧雪佛兰卡车，为中国西南地区运送医疗物资。
战后，他在1948年获国际与区域研究硕士学位，1950年从哈佛大学获得远东历史与地理博士学位（师从费正清）。1952年至1964年，他在华盛顿大学教授亚洲研究与地理学，1964年赴密西根大学任亚洲研究与地理学教授，1982年转为历史学教授。

## 学术成就与著作
墨菲撰写或合著了12部关于中国和南亚历史地理的著作。聚焦当地域城市化现代史，其代表作《上海：现代中国的钥匙》（1953）。《局外人：在印度与中国的西方人》（1977）获密歇根大学出版社年度最佳图书奖。他编写的亚洲历史教材再版多次，《亚洲史》一书至2016年已出第7版。

## 战时中国记忆
他作为二战期间英国驻华救护队司机，曾前往昆明、重庆、延安、河内、香港、上海，见过蒋介石和毛泽东。他回忆香港当时仅是“殖民前哨”，与战后的国际大都市截然不同。他在采访中提到与周恩来的交往：
“他是个极有魅力的人……我们沟通完全没有语言障碍，因为他法语极好，而我们大多也懂法语……我们能用中英法三语和他交谈……他在重庆常举办‘开放日’……他住在一栋楼的四层，没有暖气……我们每周四下午去喝茶吃花生……其实我们早计划给延安送急需的医疗物资，但被国民党阻挠，最后通过美国大使馆施压才成行。”
抵达中共战时首府延安时，他对共产党人的印象远比国民党积极：“他们全体领导人都出来迎接！这是国共双方的区别之一……周恩来、朱德甚至毛泽东都出席了欢迎宴会，后来还举办了盛大庆祝活动……”
但他也补充道：“在那些日子里，我们和其他人一样，我想我可以说我们很幼稚，但是其他所有人也是如此，只看到他们到那时所做的一切，还是相当不错的，相当积极的。完全没料到他们后来要进行的噩梦般的想法。”

## 部分著作列表
- （1953）《上海：现代中国的钥匙》，哈佛大学出版社
- （1961）《地理学导论》，兰德·麦克纳利出版社
- （1967）《走近近代中国史》（与费维恺、玛丽·赖特合编），加州大学出版社
- （1970）《通商口岸与中国现代化：问题何在？》，密歇根大学中国研究中心
- （1977）《局外人：西方人在印度与中国的经历》，密歇根大学出版社（获年度最佳图书奖），ISBN 978-0-472-08679-5.
- （1992）《亚洲史》，哈珀柯林斯出版社（至2015年再版37次），ISBN 978-0-06-044663-5.
- （1994）《我亲历的五十年中国：1942-1992个人回忆》，亚洲研究协会，ISBN 978-0-924304-17-0.